# ترماوویل
ترماوویل (به فرانسوی: Trémauville) یک کامین در فرانسه است که در Canton of Fauville-en-Caux واقع شده‌است.

## خصوصیات
ترماوویل ۲٫۸ کیلومترمربع مساحت و ۹۲ نفر جمعیت دارد و ۱۲۵ متر بالاتر از سطح دریا واقع شده‌است.